# Etzling
Etzling – miejscowość i gmina we Francji, w regionie Grand Est, w departamencie Mozela.
Według danych na rok 1990 gminę zamieszkiwały 1094 osoby, a gęstość zaludnienia wynosiła 221 osób/km² (wśród 2335 gmin Lotaryngii Etzling plasuje się na 342. miejscu pod względem liczby ludności, natomiast pod względem powierzchni na miejscu 1014.).